# Liste von Radfahrzeugen der Bundeswehr

Das Eiserne Kreuz – Hoheitszeichen der Bundeswehr

Diese Liste behandelt die Radfahrzeuge der Bundeswehr. Die Liste ist nach Fahrzeugarten und, im Falle der Lastkraftwagen, die das Gros der Fahrzeuge stellen, auch nach Fahrzeuggenerationen sortiert. Diese ergeben sich aus dem Beschaffungszeitraum und den Beschaffungsprojekten der Bundeswehr.
Unterschieden wird darüber hinaus zwischen militärischen (mil), teilmilitarisierten (tmil) und zivilen, handelsüblichen (hü) Fahrzeugen. Mit der Gründung des BwFuhrparkService werden darüber hinaus vermehrt Fahrzeuge in der Ausstattung „handelsüblich mit militärischer Sonderausstattung“ (hümS) genutzt.

## Erläuterungen zu den Tabellen
- Muster: Bezeichnung des Fahrzeugs
- Bild: Foto oder Skizze des Fahrzeugs
- Dienstzeit von…: Beginn der Verwendung durch die Bundeswehr
- Dienstzeit bis…: Ende der Verwendung durch die Bundeswehr
- Anzahl insges.: Gesamtzahl der bei der Bundeswehr vorhandenen Exemplare
- Bemerkungen: Angaben zu Herkunft, Verwendungszweck, Umbau usw. des Musters in der Bundeswehr
- Benutzer: Teilstreitkraft der Bundeswehr (Heer/Luftwaffe/Marine/Streitkräftebasis), bei dem das Muster eingesetzt wird oder wurde. Experimental- und Probemuster, die lediglich durch die Wehrtechnische Dienststellen oder eine ihrer Vorgängerinstitutionen erprobt wurden, sind gesondert mit „WTD“ gekennzeichnet.

Aktuell in Dienst befindliche Fahrzeuge sind in den Tabellen hellgrün hinterlegt.

## Krafträder und Quads
| Muster                                                                          | Bild | Dienstzeit von…                | Dienstzeit bis…         | Anzahl insges. | Bemerkungen                                                                   | Benutzer       |
| ------------------------------------------------------------------------------- | ---- | ------------------------------ | ----------------------- | --- | ----------------------------------------------------------------------------- | -------------- |
| Kraftrad der 1. Generation, Kraftrad gl Mittleres Kraftrad Maico 250 B          |      | 1960–1966                      | Anfang der 1970er Jahre | ca. 10 000 | Melde- und Verbindungsfahrzeug, Aufklärungsdienst, Feldjäger im Geländedienst | Heer/Lw/Marine |
| Kraftrad der 1. Generation, Kraftrad gl BMW R 26 und R27                        |      | 1960–1966                      | Mitte der 1970er Jahre  | ? | Feldjäger im Straßendienst                                                    | Heer           |
| Kraftrad der 1. Generation, Kraftrad gl DKW RT 175 VS                           |      | 1960–1966                      | Mitte der 1960er Jahre  | 6500 |                                                                               | Heer           |
| Kraftrad der 1. Generation, Kraftrad gl Triumph BDG 250SL + Triumph Typ Boss    |      | 1956–1960                      | Ende der 1950er Jahre   | 1800 (BDG 250SL) |                                                                               | Heer           |
| Kraftrad der 2. Generation, Kraftrad gl Hercules K 125 BW und Hercules K 180 BW |      | 1969 Hercules K 180 BW ab 1991 |                         | 5000 (K 125 BW), 2000 (K 180 BW)                                                                                       | Melde- und Verbindungsfahrzeug, Aufklärungsdienst, Feldjäger im Geländedienst | Heer/Lw/Marine |
| Kraftrad der 2. Generation, Kraftrad BMW K 75                                   |      | 1988                           | 2004                    | ? | Feldjäger im Protokoll- und Straßendienst                                     | Heer           |
| Kraftrad der 3. Generation, Kraftrad gl KTM 400 LS-E Military                   |      | 2003                           | heute                   | ? | Melde- und Verbindungsfahrzeug, Aufklärungsdienst, Feldjäger im Geländedienst | Heer (KSK)     |
| Kraftrad der 3. Generation, Kraftrad gl Yamaha WR 450 F                         |      |                                | heute                   | ? | Melde- und Verbindungsfahrzeug, Aufklärungsdienst                             | Heer (KSK)     |
| Kraftrad der 3. Generation, Kraftrad gl KTM 640 LS-E Military                   |      |                                | heute                   | 20 | Melde- und Verbindungsfahrzeug, Aufklärungsdienst                             | Heer (KSK)     |
| Yamaha                                                                          |      | 19xx                           | heute                   | 0? | Kodiak 400 (wird in Spezialkommandos und in Luftlandeeinheiten eingesetzt)    | Heer           |
| 3. Generation, ATV / Quad Yamaha Grizzly 450 EPS (ATV)                          |      |                                | heute                   | ? | Melde- und Verbindungsfahrzeug, Aufklärungsdienst                             | Heer           |
| Kraftrad der 3. Generation, Kraftrad gl BMW G 650 GS                            |      | ?                              | ausgemustert            | ? | Feldjägerdienst, Fahrausbildung, Erkundungs- und Aufklärungsdienst            | Heer           |
| Kraftrad der 3. Generation, Kraftrad BMW R 1150 RT und BMW R 1200 RT            |      | 2004, BMW R 1200 RT ab 2005    | heute                   | ? | Feldjäger im Protokolldienst, Eskortenfahrzeug                                | Heer/SKB       |
| Kraftrad gl BMW F 850 GS                                                        |      | 2019                           | heute                   | ? | Feldjägerdienst, Fahrausbildung, Erkundungs- und Aufklärungsdienst            | Heer/SKB       |
| LL UTV                                                                          |      | 2021                           | heute                   | ? | leichtes luftlandefähiges Utility Terrain Vehicle; Polaris MRZR               | Heer/Lw/Marine |
| Kraftrad Yamaha Ténéré 700                                                      |      | 2025                           | heute                   | 38 derzeit im Bestand (Stand: Februar 2025), insgesamt werden 260 beschafft und sollen das BMW-Vorgängermodell ablösen | Fahrausbildung, Erkundungs- und Aufklärungsdienst, Feldjägerdienst            | Heer           |

## Personenkraftwagen und Transporter
Bei den Kleinfahrzeugen wie PKW und Transporter wurden über die Jahre hinweg kontinuierlich die jeweils aktuellen Versionen handelsüblicher deutscher Fahrzeugmuster beschafft, die jedoch nicht alle hier erscheinen können, z. B.:
- VW Käfer
- VW Transporter (als Bus oder als Pritschenwagen mit Doppelkabine)
- VW Golf
- VW Passat
- Mercedes-Benz 200D/220/280
- Mercedes-Benz 508 (als Bus, KrKw Sanitätsdienst, Truppentransporter Sicherungstrupp Luftwaffe)
- Mercedes-Benz Vario (KrKw Sanitätsdienst)
- Opel Rekord
- Opel Omega
- Opel Astra
- Opel Corsa
- Ford Escort
- Ford Transit (als Sankra oder als Bus)

| Muster                          | Bild | Dienstzeit von… | Dienstzeit bis…                                 | Anzahl insges. | Bemerkungen | Benutzer          |
| ------------------------------- | ---- | --------------- | ----------------------------------------------- | -------------- | --- | ----------------- |
| Pkw leicht VW 1200 bzw. 1200 L  |      | ab 1955         | bis 1992 Lw San Staffel Taktisches Zeichen BMVg | ?              | Kurier- und Verbindungsfahrzeug | Heer/Lw/Marine    |
| Pkw mittel Auto Union 1000 S    |      | 1959–1962       | 1967                                            | 0?             | Fahrzeug für Bataillonskommandeure und vergleichbare Dienststellungen. | Heer/Lw/Marine    |
| Pkw mittel VW 1600              |      | 1964            | 1979                                            | 0?             | Nachfolger des Auto Union 1000 S; als Limousine und Variant (Kombi) beschafft. | Heer/Lw/Marine    |
| Pkw mittel Opel Rekord C        |      | 1967            | 1979                                            | 0?             | Für Brigadekommandeure und vergleichbare Dienststellungen | Heer/Lw/Marine    |
| Pkw 8 Sitze VW T1               |      | ab 1955         | 1970                                            | 0?             | Personentransporter, Funk-Führungsfahrzeug und ähnliches | Heer/Lw/Marine    |
| SanK Ford Taunus Transit        |      | ab 1955         | 1970                                            | 0?             | Sanitätsfahrzeug | Heer/Lw/Marine    |
| Pkw mittel VW Golf II           |      | 1984            | 1999                                            | ca. 1 500      | Für Kompaniechefs sowie Kurier/Verbindungsfahrzeug | Heer/Lw/Marine    |
| Pkw Mercedes-Benz 230           |      | 1976            | 1990                                            | ?              | Fahrzeug ab Divisionskommandeur | Heer/Lw/Marine    |
| PKW 0,4 t tmil 4×2 (VW Typ 181) |      | 1968            | 1990                                            | 15 275         | Nachfolger für den LKW 0,25 t MUNGA | Heer/Lw/Marine    |
| VW Transporter T3               |      | 1980            | ?                                               | ?              | Wird als 8-Sitzer für die Personenbeförderung und mit Pritsche für den Materialtransport eingesetzt.                                                                                    | Heer/Lw/Marine    |
| VW Transporter T4               |      | 1993            | heute                                           | ?              | | Heer/Lw/Marine    |
| VW Transporter T5               |      | ?               | heute                                           | ?              | Teilweise mit werkseitiger Höherlegung durch VW, beklebt und ausgerüstet durch die Firma Freytag-Karosseriebau (Widder)                                                                 | querschnittlich   |
| Nissan Patrol GR Y61            |      | 2009            | heute                                           | 0 1.050        | Rückwärtige Dienste (Feldjäger, Führungsunterstützung) | Heer (SKB)        |
| Mercedes-Benz Vito              |      | ?               | ?                                               | ?              | Feldjägerdienstfahrzeug | Streitkräftebasis |
| VW Transporter T6 Widder        |      | 2019            | heute                                           | 400+           | Werkseitige Höherlegung durch VW, beklebt und ausgerüstet durch die Firma Freytag-Karosseriebau. Ausgerüstet mit Rüstsatz FISH (Führungs- und Informationssystem Heer, FüInfoSys Heer). | querschnittlich   |

## Kraftomnibusse
| Muster         | Bild | Dienstzeit von… | Dienstzeit bis… | Anzahl insges. | Bemerkungen | Benutzer       |
| -------------- | ---- | --------------- | --------------- | -------------- | ----------- | -------------- |
| Setra S 313 UL |      | 19xx            | heute           | 0?             | Bus         | Heer/Lw/Marine |

## Lastkraftwagen

### Lastkraftwagen der 1. Generation
Die Erstausstattung der Bundeswehr erfolgte, abgesehen von wenigen vom Bundesgrenzschutz und den NATO-Alliierten übernommenen Fahrzeugen, durch Neubeschaffung voll geländegängiger Fahrzeuge aus deutscher Produktion. Ausschließlich für Spezialeinheiten mit amerikanischer Ausrüstung beschaffte die Bundeswehr zudem in geringer Zahl amerikanische Militär-Lkw. Kein Lastkraftwagen der 1. Generation befindet sich mehr im aktuellen Fahrzeugbestand der Bundeswehr.

#### Übernommene Lastkraftwagen des BGS
| Muster                                  | Bild | Dienstzeit von… | Dienstzeit bis… | Anzahl insges. | Bemerkungen                                                               | Benutzer        |
| --------------------------------------- | ---- | --------------- | --------------- | -------------- | ------------------------------------------------------------------------- | --------------- |
| Lkw 1,5 t (4×2) Hanomag AL 28 Funkwagen |      | 1956            | ?               | ?              | Erstausstattung der Bundeswehr, in geringer Stückzahl vom BGS übernommen. | Heer, Luftwaffe |

#### Taktische Lastkraftwagen der 1. Generation
| Muster                                                                     | Bild | Dienstzeit von… | Dienstzeit bis…                                                          | Anzahl insges. | Bemerkungen | Benutzer                |
| -------------------------------------------------------------------------- | ---- | --------------- | ------------------------------------------------------------------------ | -------------- | --- | ----------------------- |
| Lkw 0,25 t gl (4×4) DKW Munga                                              |      | 1956–1968       | ca. 1989, danach wurden nur noch einzelne Kfz ausgesondert und veräußert | über 30 000    | als Viersitzer, Sechssitzer, Achtsitzer, Verwundetentransportfahrzeug (für zwei Tragen) oder Waffenträger für Leichtgeschütz 106 mm Fallschirmjäger, Feldjäger, Funkwagen | Heer, Luftwaffe, Marine |
| Lkw 0,75 t gl (4×4) Borgward B 2000 A/O                                    |      | 1955–1961       | 1975                                                                     | ca. 6 700      | Verwendung als - Kübelwagen - Pritschenwagen | Heer, Luftwaffe, Marine |
| Lkw 1,5 t gl (4×4) Mercedes-Benz Unimog S 404 B                            |      | 1955–1972       | 2001                                                                     | ca. 25 000     | mit Koffer oder Pritschenaufbau, zum Beispiel als ungeschützter Funkkoffer und als Sanitätskoffer | Heer, Luftwaffe, Marine |
| Lkw 1,5 t gl (4×4) Mercedes-Benz Unimog S 404 B                            |      | 1957– ?         | ?                                                                        | ?              | Gegen Handwaffenbeschuss geschützter Unimog mit Feldkabelausrüstung. | Heer, Luftwaffe         |
| Lkw 3 t gl (4×4) Ford G 398 SAM                                            |      | 1957–1961       | 1975                                                                     | ca. 8 000      | Bis 1961 wurden 5 446 Pritschen- und 2 582 Kofferfahrzeuge gefertigt. Im Jargon der Soldaten waren die Fahrzeuge auch als „NATO-Ziege“ bekannt. | Heer, Luftwaffe, Marine |
| Lkw 5 t gl (4×4) Henschel HS 115 A                                         |      | 1956–1957       | ?                                                                        | 400            | Hier mit Sonderaufbau für mobile Radaranlage | Heer                    |
| Lkw 5 t gl (4×4) Mercedes-Benz LG 315/46                                   |      | 1958–1964       | 1988                                                                     | ca. 6 600      | In der Regel als Pritschenfahrzeug (hier Pionierausführung), selten mit geschlossener Fahrerkabine. | Heer, Luftwaffe, Marine |
| Lkw 5 t gl (4×4) MAN 630 L2 A bzw. AE                                      |      | 1958–1972       | 1997                                                                     | ca. 27 400     | Ausführung als Koffer- oder Pritschenfahrzeug. Als Kipper nur bei den Luftwaffenpionieren. | Heer, Luftwaffe, Marine |
| Lkw 7 t gl (4×4) Magirus-Deutz A 6500                                      |      | 1956–1960       | 0?                                                                       | ca. 1 500      | Verwendung u. a. als - Pritschenwagen - Abschleppwagen - Sattelzugmaschine | Heer, Luftwaffe         |
| Lkw 7 t gl (6×6) Magirus-Deutz Jupiter (ab 1964: Magirus-Deutz 178 D 15 A) |      | 1960–1967       | 2005                                                                     | ca. 7 000      | Verwendung u. a. als - Pritschenwagen (auch mit verlängertem Radstand und teilweise mit Ladekran) - Kipper (Bild) - Zugmittel und Abschleppwagen - Sattelzugmaschine - Kranwagen mit 4 t oder 5,5 t Wilhag-Kran (Bild) - Flugfeldtankwagen 6 000 l (Bild) - Trägerfahrzeug Leichtes Artillerieraketensystem 110 SF (LARS1, Bild) | Heer, Luftwaffe, Marine |
| Geräteträger gl (4×4) Faun GT 8/15                                         |      | 1961            | 0?                                                                       | 225            | Trägerfahrzeug für die leichte Feldhaubitze 105 mm | Heer                    |
| Lkw 10 t gl (6×6) Faun L 908 (Langhauber)                                  |      | 1957–1971       | 1985                                                                     | ?              | Verwendung als - Zugmaschine – L 908/425 A - Bergungsfahrzeug mit fest montiertem 10-t-Abschleppkran – LK 908/A - Sattelzugmaschine – L 908/SA - Sattelzugmaschine für Tanksattelauflieger – L 908/SAT - Straßentankwagen 15 000 l (Bild) und Flugfeldtankwagen 12 000 l – L 908/ATW - Kranwagen 11 t – LK 908/45 A              | Heer, Luftwaffe, Marine |
| Lkw 10 t gl (6×6) Faun L 908/54 VA                                         |      | 1960–1971       | 1985                                                                     | ca. 1 800      | Frontlenker für Versorgungseinheiten zum Transport von Mengenverbrauchsgütern auf Paletten; Varianten mit und ohne Ladekran | Heer, Luftwaffe         |
| Lkw 15 t gl (6×6) Faun L 912 (Langhauber)                                  |      | 1957–1971       | 1985                                                                     | 583            | Verwendung als - Zugmaschine für 25-t-Tiefladeanhänger – Faun L 912/45 A (Bild) - Sattelzugmaschine für 25-t-Tiefladesattelauflieger – Faun L 912/SA (Bild) - Gleitkipper zum Transport der leichten Planierraupe DK 60 für Pioniereinheiten – Faun L 912/5050 A (Bild)                                                          | Heer                    |
| Lkw 10 t gl (6×6) Faun Z 912/21                                            |      | 1961            | ?                                                                        | ?              | Zugmaschine für 155-mm- und 203-mm-Feldhaubitze und Munitionstransporter | Heer                    |
| SaZgM 24 t gl (6×6) Faun L 912/VSA                                         |      | 1957            | ?                                                                        | 35             | Sattelzugmaschine mit 8-Mann-Kabine für 50-t-Tiefladesattelauflieger zum Panzertransport | Heer                    |
| SaZgM 25 t gl (6×6) Faun L 1212/45 VSA                                     |      | 1962–1966       | 1985                                                                     | 208            | Sattelzugmaschine mit 4-Mann-Kabine für 50-t-Tiefladesattelauflieger zum Panzertransport | Heer                    |
| Kranwagen 13 t gl (6×6) Wilhag TW 1331 auf Faun LK 1212/485                |      | 1961–1973       | 1994                                                                     | 320            | Vollhydraulischer Kranaufbau von Wilhag. | Heer, Luftwaffe, Marine |
| Kranwagen 13 t gl (6×6) O&K ALF 2/13 auf Faun LK 1212/485                  |      | ab 1962         | ca. 1984                                                                 | ?              | Motorbetriebener Seilkranaufbau von Orenstein & Koppel. | Heer, Luftwaffe, Marine |
| Krupp-Ardelt Autokran 13 t                                                 |      | 1959–?          | 0?                                                                       | ?              | Erstausstattung der Bundeswehr. | Heer, Luftwaffe, Marine |
| Krupp-Ardelt Autokran 20 t                                                 |      | 1957–1973       | 0?                                                                       | ?              | Erstausstattung der Bundeswehr bei den schweren Pionierbataillonen. Wegen des abgeknickten und bei Marschfahrt nach unten geneigten Kranauslegers „Nashorn“ genannt. | Heer                    |

#### Amerikanische Lastkraftwagen
| Muster                                                | Bild | Dienstzeit von… | Dienstzeit bis… | Anzahl insges. | Bemerkungen | Benutzer |
| ----------------------------------------------------- | ---- | --------------- | --------------- | -------------- | --- | -------- |
| Lkw 5 to gl (6×6) M35                                 |      | ab 1959         | 0?              | ?              | Verwendung als - Dekontaminierungs-Wassertransporter 2 000 gal. für ABC-Abwehrtruppe - Transportfahrzeug mit verlängertem Radstand und Pritschenaufbau für die Bedienungsmannschaft des Raketenartilleriesystems „Honest John“ | Heer     |
| Artilleriefeldraketenwerfer auf Lkw 5 t gl (6×6) M139 |      | 1959–1963       | ca. 1980        | ?              | Starterfahrzeug für das Raketenartilleriesystem „Honest John“ | Heer     |
| Zugkraftwagen (4×6) Diamond T 980                     |      | 1955            | ?               | 20             | Erstausstattung der Bundeswehr, aus US-Beständen übernommen. Zusammen mit dem 12-Rad-Tiefladeanhänger M9 zum Panzertransport verwendet.                                                                                        | Heer     |

### Lastkraftwagen der 2. Generation (Folgegeneration)

#### Taktische Lastkraftwagen der 2. Generation
| Muster                                                                    | Bild | Dienstzeit von… | Dienstzeit bis… | Anzahl insges. | Bemerkungen | Benutzer                |
| ------------------------------------------------------------------------- | ---- | --------------- | --------------- | -------------- | --- | ----------------------- |
| Lkw 0,5 t tmil gl (4×4) VW Iltis                                          |      | 1978            | 2008            | ca. 9 600      | Ablösung des DKW Munga. Verwendung als - Führungs-, Fernmelde- und Verbindungsfahrzeug - Transportfahrzeug für bis zu vier voll ausgerüstete Soldaten - Trägerfahrzeug für Panzerabwehrwaffe MILAN und Rüstsätze - Trägerfahrzeug für den behelfsmäßigen Verwundetentransport | Heer, Luftwaffe, Marine |
| Lkw 0,75 t gl (4×4) Faun Kraka 640                                        |      | 1973            | 1991            | 862            | Transportmittel und Waffenträger der Fallschirmjäger, verwendet mit folgenden Rüstsätzen: - Selbstfahrlafette für die Feldkanone 20 mm Rh 202 - Selbstfahrlafette für das Panzerabwehr-Leichtgeschütz 106 mm M40 A2 - Pritschenwagen mit Einbausatz Mörser 120 mm und zugehöriger Munitionstransporter - Pritschenwagen mit Einbausätzen für die Panzerabwehrlenkwaffen TOW - Pritschenwagen mit Einbausätzen für verschiedene Funkgeräte - Pritschenwagen mit Einbausatz behelfsmäßiger Krankenkraftwagen | Heer, Luftwaffe         |
| Lkw 2 t tmil gl (4×4) Mercedes-Benz Unimog U 1300 L                       |      | 1978            | heute           | 18 354         | „Lastesel“ der Bundeswehr, durch Teilmilitarisierung auf die Bedürfnisse der Streitkräfte angepasst. Varianten: - Pritschenwagen - Krankenkraftwagen (1 824 Stck.) - Feuerlösch-Kfz TLF 1000 (126 Stck.) | Heer, Luftwaffe, Marine |
| Lkw 5 t mil gl/glw (4×4) MAN Kat I                                        |      | 1976            | heute           | 3 000          | Militärische Sonderentwicklung geländegängiger Lastkraftwagen für die Bundeswehr. Varianten: - Pritschenwagen mit und ohne Seilwinde (Bild) - Trägerfahrzeug des Feuerleitgeräts FERA für LARS 2 - Bergefahrzeug mit 1-t-Kran für die Aufklärungsdrohne KZO | Heer                    |
| Lkw 5 t mil gl/glw (4×4) MAN Kat I A1 16.240 FAEG                         |      | 1986            | heute           | 210            | Weiterentwicklung des MAN Kat I, luftverladbar. Pritschenwagen mit und ohne Seilwinde. | Luftwaffe               |
| Lkw 7 t mil gl/glw (6×6) MAN Kat I                                        |      | 1977            | heute           | 3 460          | Militärische Sonderentwicklung geländegängiger Lastkraftwagen für die Bundeswehr. Varianten: - Pritschenwagen mit und ohne Seilwinde (Bild) - Transporter für 20'-ISO-Container (Umbau von Pritschenwagen) - Dreiseitenkipper mit Seilwinde (Bild) - Transportfahrzeug für Faltschwimmbrücke und M-Boot der Pioniere (mit verlängertem Radstand) - Trägerfahrzeug des Startgeräts der Aufklärungsdrohne CL-289 - Trägerfahrzeug des Mehrfachraketenwerfers LARS 2 (Bild)                                   | Heer                    |
| Lkw 7 t mil gl (6×6) MAN Kat I A1 24.360 DFAEG                            |      | 1986            | heute           |                | Weiterentwicklung des MAN Kat I, luftverladbar. Varianten: - Pritschenwagen mit Feuerleitanlage ECS, Informationszentrale ICC, Stromversorgungsanlage EPP - Trägerfahrzeug der Antennenmastanlage AMA 34 m (Bild) für das FlaRak-System Patriot | Luftwaffe               |
| Lkw 10 t mil glw (8×8) MAN Kat I                                          |      | 1976            | heute           | 1 924          | Militärische Sonderentwicklung geländegängiger Lastkraftwagen für die Bundeswehr. Pritschenwagen mit Seilwinde, mit oder ohne 1-t-Ladekran zum Transport von Nachschubgütern. | Heer                    |
| Lkw 15 t mil gl/glw (8×8) MAN Kat I A1 30.360 VFAEG                       |      | 1986            | heute           |                | Weiterentwicklung des MAN Kat I. Varianten: - Pritschenwagen mit Anbaudrehkran 2,5 t, zum Teil mit Winde, als Lenkflugkörper-Transporter für das FlaRak-System Patriot und das 2005 außer Dienst gestellte FlaRak-System Roland Rad - Trägerfahrzeug für das Luftraumüberwachungsradar LÜR (Bild) und den zugehörigen Auswerteshelter - Trägerfahrzeug für das Faltstraßengerät FSG (147 Stck., Bild) | Heer, Luftwaffe, Marine |
| Lkw 15 t mil gl BR (8×8) MAN Kat I A1 30.360 VFAEG                        |      | 1986            | heute           |                | Verbreiterte Version des Lkw 15 t. Varianten: - Trägerfahrzeug für den Waffensystem-Sonderaufbau Roland SARO (115 Stck., Bild) und den Flugabwehrgefechtsstand FGR (21 Stck., Bild) des 2005 außer Dienst gestellten FlaRak-Systems Roland Rad - Trägerfahrzeug für das Startgerät LS (192 Stck., Bild) und das Radargerät RS (Bild) des FlaRak-Systems Patriot - Trägerfahrzeug des Artillerieortungsradars COBRA (12 Stck., Bild); 2006 eingeführt und auf freigewordene Roland-Fahrgestelle gesetzt     | Heer, Luftwaffe, Marine |
| Schwerlasttransporter Elefant                                             |      | 1976            | heute           | 324            | Nachfolger für den Panzertransporter 25t glw Faun 1212/45 VSA der ersten Generation. | Heer                    |
| Schwerlasttransporter Franziska                                           |      | 1989            | heute           | 049            | Ergänzungsfahrzeug zum SLT Elefant um den Kampfpanzer Leopard 2 ab der Ausbaustufe A5 zu transportieren. Im Gegensatz zum Elefant ein reines Straßenfahrzeug. Die Bezeichnung „Franziska“ ist kein offiziell eingeführter Name. Die Zugmaschine ist ein Faun FS 42.75/42. | Heer                    |
| Liebherr Fahrzeugkran leicht (FKL)                                        |      | 1991            | heute           | 0282           | Eingesetzt bei den Depot-, Umschlag-, Pionier- und Instandsetzungseinrichtungen der Streitkräfte sowie in den Wehrtechnischen Dienststellen des Bundesamtes für Wehrtechnik und Beschaffung. Hubkraft: 10 t. | Heer, Luftwaffe, Marine |
| Liebherr Fahrzeugkran mittel (FKM)                                        |      | 1994            | heute           | 0193           | Eingesetzt bei den Depot-, Umschlag-, Pionier- und Instandsetzungseinrichtungen der Streitkräfte sowie in den Wehrtechnischen Dienststellen des Bundesamtes für Wehrtechnik und Beschaffung. Ein Teil der Fahrzeuge ist mit einer Zusatzpanzerung (Modulare Schutzausstattung, MSA) ausgestattet. Hubkraft: 20 t. | Heer, Luftwaffe, Marine |
| FAUN BKF 30.40                                                            |      | 1997            | heute           | 09             | Ursprünglich nur eingesetzt bei den PATRIOT- und ROLAND-Verbänden der Luftwaffe als Berge- und Abschleppfahrzeug, das den speziellen Erfordernissen der überbreiten Systemfahrzeugen gerecht wird. Schleppfähigkeit 30t, max. Kranlast 25t. | Luftwaffe, SKB          |
| Tadano Faun Fahrzeugkran schwer (FKS) All Terrain Kran ATF 120-5 „Obelix“ |      | 1999            | heute           | 5              | All Terrain Kran ATF 120-5 „Obelix“; Eingesetzt beim Auf- und Abbau von Feldlagern und Feldlazaretten. Max last: 130t | Heer, Luftwaffe, Marine |
| Tadano Faun Fahrzeugkran schwer (FKS) All Terrain Kran ATF 110-5          |      | 2000            | heute           | 5              | All Terrain Kran ATF 110-5; Eingesetzt beim Auf- und Abbau von Feldlagern und Feldlazaretten. Max Kranlast: 110t | Heer, Luftwaffe, Marine |
| Tadano Faun Fahrzeugkran schwer (FKS) All Terrain Kran ATF 70-4           |      | 2000            | heute           | 4              | All Terrain Kran ATF 70-4; Eingesetzt beim Auf- und Abbau von Feldlagern und Feldlazaretten. Max Kranlast: 70t | Heer, Luftwaffe, Marine |
| Tadano Faun Fahrzeugkran schwer (FKS) All Terrain Kran ATF 30-2L          |      | 2000            | heute           | 4              | All Terrain Kran ATF 30-2L; Eingesetzt beim Auf- und Abbau von Feldlagern und Feldlazaretten. Max Kranlast: 35t | Heer, Luftwaffe, Marine |

#### Teilmilitarisierte Lastkraftwagen der 2. Generation
| Muster | Bild | Dienstzeit von… | Dienstzeit bis… | Anzahl insges. | Bemerkungen | Benutzer                |
| --- | ---- | --------------- | --------------- | -------------- | --- | ----------------------- |
| Lkw 5 t tmil (4×2) und (4×4) Mercedes-Benz L 1017/1017 A                                                                                |      | 1977            | heute           | ca. 15 200     | Teilmilitarisierte Mercedes-Benz NG. Varianten: - Pritschenwagen - Kipper - Feuerlöschfahrzeug sowie Trägerfahrzeug für verschiedene Sonderaufbauten.                                                                                                   | Heer, Luftwaffe, Marine |
| Lkw 5 t tmil (4×2) und (4×4) Magirus-Deutz 168 M 11 FL Iveco Magirus MD 110-17 AW (ab 1988, Bild)                                       |      | 1980            | heute           | ca. 7 000      | Teilmilitarisierte Magirus-Deutz MK. | Heer, Luftwaffe, Marine |
| Lkw 7 t tmil (4×2) MAN 15.192 F |      | 1980            | ?               | ca. 1 500      | Teilmilitarisierte MAN F8 Frontlenker. | Heer, Luftwaffe, Marine |
| Lkw 10 t tmil (6×4) MAN 22.240 DF/DE |      | 1976            | ?               | ca. 2 400      | Teilmilitarisierte MAN F8 Frontlenker. Hauptnutzer mit 2300 Fahrzeugen war die Nachschubtruppe des Heeres. 253 Stck. (DE) waren mit einem Weyhausen-Ladekran ausgerüstet.                                                                               | Heer                    |
| Sattelzugmaschine leicht tmil (4×4) MAN 15.240 FAS                                                                                      |      | 1980            | ?               | ?              | Teilmilitarisierte MAN F8 Frontlenker. Zugmaschine für den - Sattelzug leicht 15 t (Sattelanhänger 15 t Pritsche, Blumhardt P 327/402) und verschiedene Sonderanhänger.                                                                                 | Heer, Luftwaffe         |
| Sattelzugmaschine mittel tmil (6×4) Magirus-Deutz 310 D 22 FS Magirus-Deutz 320 D 22 FS (ab 1980) Iveco Magirus MD 220-32 AHT (ab 1986) |      | 1978            | ?               | ?              | Teilmilitarisierte Magirus D-Frontlenker. Zugmaschine für den - Sattelzug mittel 25 t (Sattelanhänger 25 t Tieflader, Blumhardt P 528/803) - Flugfeldtankwagen 20 000 l (Sattelanhänger Kroll) - Straßentankwagen 30 000 l (Sattelanhänger Kroll, Bild) | Heer, Luftwaffe, Marine |
| Flugfeldtankwagen 8 000 l (6×6) Magirus-Deutz 320 D 20 FAT Iveco Magirus MD 200-32 AH (ab 1986)                                         |      | 1980            | heute           | ?              | Teilmilitarisierte Magirus D-Frontlenker, Tankaufbau Kroll; für die Betankung von kleineren Flugzeugen und Hubschraubern. | Heer, Luftwaffe, Marine |
| Flugfeldtankwagen 15 000 l (6×4) Magirus-Deutz 320 D 26 FT Iveco Magirus MD 260-32 AH (ab 1986)                                         |      | 1979            | ca. 2010        | ?              | Teilmilitarisierte Magirus D-Frontlenker, Tankaufbau Kroll. | Heer                    |
| Straßentankwagen 18 000 l (6×4) Magirus-Deutz 320 D 26 FT Iveco Magirus MD 260-32 AH (ab 1986, Bild)                                    |      | 1980            | ca. 2010        | ?              | Teilmilitarisierte Magirus D-Frontlenker, Tankaufbau Stadler; für die Versorgung von ortsfesten Tankanlagen und Tankfahrzeugen aller Art. | Heer, Luftwaffe, Marine |

### Lastkraftwagen der 3. Generation

#### Ungepanzerte Radfahrzeuge
| Muster                                         | Bild | Dienstzeit von… | Dienstzeit bis… | Anzahl insges.         | Bemerkungen | Benutzer                |
| ---------------------------------------------- | ---- | --------------- | --------------- | ---------------------- | --- | ----------------------- |
| Wolf                                           |      | 1993            | heute           | ca. 12 000 (abnehmend) | Wird mit unterschiedlichen Radständen und in diversen Varianten in fast jeder Einheit der Streitkräfte geführt. Zum Teil nachträglich mit unterschiedlichen Schutzausstattungen ausgerüstet. Seit 2008 erfolgt die sukzessive Ablösung des Wolf durch die Mercedes-Benz Greenliner (handelsüblich und ungeschützt) bzw. durch den LAPV Enok als geschützte Variante. | querschnittlich         |
| Mercedes-Benz G 280 CDI, G 300 CDI Greenliner  |      | 2008            | heute           | 700+                   | Mit unterschiedlichen Rüstsätzen, meist als Führungsfahrzeug (z. B. des Kompaniechefs). Von 2008 an wurden zunächst Mercedes-Benz G 280 CDI beschafft. Im Februar 2020 erfolgte eine erste Bestellung über 700 Fahrzeugen des Typs G 300 CDI. Bei beiden Varianten handelt es sich um handelsübliche Fahrzeuge mit militärischer Sonderausstattung (hümS). Die Greenliner genannten Fahrzeuge werden durch den BwFuhrparkservice GmbH (BwFPS GmbH) beschafft und betrieben. | querschnittlich         |
| Mercedes-Benz Unimog U 3000, U 4000 und U 5000 |      | 2002            | heute           | ca. 5 500              | 2-t-Transport- und Sonderkraftfahrzeuge. | querschnittlich         |
| Multi                                          |      | 1999            | heute           | 358                    | Wechselladerfahrzeug für die Nachschubtruppe der Bundeswehr. | querschnittlich         |
| Flugfeldtankwagen mittel 6x4 14.450 l          |      | 2014            | heute           | 25                     | Iveco-Fahrgestell Typ „Trakker“. | Heer, Luftwaffe, Marine |
| Flugfeldtankwagen schwer 10x4 33.000 l         |      | 2006            | heute           | 52                     | Iveco-Fahrgestell Typ „Trakker“. | Luftwaffe               |
| Straßentankwagen schwer 8×8                    |      | 1996            | heute           | 80+                    | IVECO-Fahrgestell Typ 340 E 42 N. Tankwagen für die Versorgung von Verbänden vom Korps- bis Regimentsbereich sowie zur Betankung von Hubschraubern. 40 Fahrzeuge als Vorserie für die UN-Einsätze 1996 in Kroatien, davon 26 mit einer modularen Schutzausstattung (MSA) zum Schutz gegen Handwaffen und Minen. Der Nutzinhalt des Tanks beträgt 16.400 Liter. Die maximale Füllmenge im Krisenfall 18.000 Liter. | Heer, Luftwaffe         |
| Faun Tadano Berge- und Kranfahrzeug BKF 35-4   |      | 2002            | heute           | 2                      | All Terrain Kran und Bergefahrzeug von Tadano Faun. Der BKF 35-4 ist in der Lage, einen beladenen Lkw 15t milgl MULTI oder den Radpanzer Fuchs selbstständig aufzunehmen und abzuschleppen. | Heer, Luftwaffe         |
| Ungeschütztes Transportfahrzeug (UTF)          |      | 2017            | heute           | 3000+                  | 2017 wurde ein auf sieben Jahre angelegter Rahmenvertrag über insgesamt 2.271 Fahrzeuge abgeschlossen, der im Oktober 2020 um weitere 1000 Fahrzeuge erweitert wurde. Alle Fahrzeuge sind zur Auslieferung bis Ende 2022 bestellt. Ergänzend hat das Bundesamt für Ausrüstung, Informationstechnik und Nutzung der Bundeswehr im Juni 2020 einen Rahmenvertrag zur Beschaffung von Wechselladersystemen über 4.000 geschützte und ungeschützte Lkw der Zuladungsklasse 15 Tonnen mit einer Laufzeit von sieben Jahren abgeschlossen. In einer ersten Tranche sollen bis Ende 2022 540 Wechselladersysteme der Zuladungsklasse 15 Tonnen zulaufen. |                         |

#### Handelsübliche Fahrzeuge mit militärischer Sonderausstattung
| Muster                                             | Bild | Dienstzeit von… | Dienstzeit bis… | Anzahl insges.                                         | Bemerkungen | Benutzer                |
| -------------------------------------------------- | ---- | --------------- | --------------- | ------------------------------------------------------ | --- | ----------------------- |
| Lkw 2 t hümS (4×4) Mercedes-Benz Atego 1018 A      |      | ?               | heute           | ?                                                      | Allradgetriebenes Leasingfahrzeug des BwFuhrparkService, Ersatz für die teilmilitarisierten Lkw 2t tmil | Heer, Luftwaffe, Marine |
| Lkw 5 t hümS (6×6) Mercedes-Benz Axor 1829 A       |      | 2007            | heute           | ?                                                      | Allradgetriebenes Leasingfahrzeug des BwFuhrparkService, Ersatz für die teilmilitarisierten Mercedes- und Magirus-Fünftonner der 2. Generation. | Heer, Luftwaffe, Marine |
| Lkw 5 t hümS (4×4) MAN TGA 18.360 BB               |      | 2007            | heute           | ?                                                      | Allradgetriebenes Leasingfahrzeug des BwFuhrparkService, Ersatz für die teilmilitarisierten Mercedes- und Magirus-Fünftonner der 2. Generation. | Heer, Luftwaffe, Marine |
| Lkw 5 t hümS (4×4) Iveco Eurocargo ML 140 E 24 W   |      | 2007            | heute           | ?                                                      | Allradgetriebenes Leasingfahrzeug des BwFuhrparkService, Ersatz für die teilmilitarisierten Mercedes- und Magirus-Fünftonner der 2. Generation. | Heer, Luftwaffe, Marine |
| Sattelzugmaschine hümS (6×4) Scania R 410 CA6x4MHA |      | 2017            | heute           | 130                                                    | Leasingfahrzeug des BwFuhrparkService, Ersatz für die teilmilitarisierten Magirus D-Frontlenker Sattelzugmaschinen der 2. Generation. | Heer, Luftwaffe, Marine |
| Abrollkipper RMMV MAN TGS 8x4                      |      | 2020            | heute           | 342                                                    | Allradgetriebenes Leasingfahrzeug des BwFuhrparkService | Heer, Luftwaffe, Marine |
| Lkw (6×6) Mercedes-Benz Arocs 6x6                  |      | 2025            | ?               | hunderte Fahrzeuge („eine mittlere dreistellige Zahl“) | Der Mercedes-Benz Arocs ist ein schwerer Lkw, der speziell für anspruchsvolle Einsätze im Bau- und Logistikbereich entwickelt wurde und sich durch eine besonders robuste Konstruktion und Geländetauglichkeit auszeichnet. Großauftrag der Bundeswehr über hunderte handelsübliche hoch geländegängige Arocs 6x6, die bis Ende Mai 2026 an die Truppe ausgeliefert werden. | Heer, Luftwaffe, Marine |

## Geschützte und gepanzerte Radfahrzeuge
Gepanzerte Fahrzeuge weisen einen Panzerschutz des Gesamtsystems (Fahrzeug, Besatzung, Funktionalität und Mobilität) auf. Sie werden als Gefechtsfahrzeuge verwendet. Bei geschützten Fahrzeugen werden vorrangig die Besatzung und die Mobilität
des Fahrzeuges gesichert, Motor, Getriebe und Übertragungselemente allerdings nicht oder nicht im gleichen Maße. Bei geschützten Fahrzeugen handelt es sich um Führungs-, Transport- und Funktionsfahrzeuge, die definierte Aufgaben zu erfüllen haben.

### Radpanzer
| Muster                                          | Bild | Dienstzeit von… | Dienstzeit bis… | Anzahl insges. | Bemerkungen | Benutzer |
| ----------------------------------------------- | ---- | --------------- | --------------- | -------------- | --- | -------- |
| Spähpanzer 2 Luchs                              |      | 1975            | 2009            | 0408           | Achträdriger amphibischer Radpanzer. | Heer     |
| Transportpanzer Fuchs                           |      | 1979            | heute           | 1400+          | Sechsrädriger Radpanzer. | Heer     |
| Spähwagen Fennek                                |      | 2003            | heute           | 0220           | Nachfolger des Spähpanzers Luchs und Hauptwaffensystem der Heeresaufklärungstruppe | Heer     |
| Gepanzertes Transport-Kraftfahrzeug (GTK) Boxer |      | 2010            | heute           | 0403           | Das erste Los (272 Fahrzeuge) in der Ausführung A1 wurde bis 2016 ausgeliefert, das zweite (131 Fahrzeuge) in der A2-Ausführung bis 2021. Die älteren Fahrzeuge werden auf die Version A2 kampfwertgesteigert. | Heer     |

### Geschützte Radfahrzeuge
| Muster          | Bild | Dienstzeit von… | Dienstzeit bis… | Anzahl insges.           | Bemerkungen | Benutzer |
| --------------- | ---- | --------------- | --------------- | ------------------------ | --- | -------- |
| Dingo 1         |      | 2000            | heute           | 0147                     | Geschütztes Konvoi- und Patrouillenfahrzeug. Das Fahrgestell basiert auf dem Unimog U1550 L. | Heer     |
| Serval          |      | 2003            | heute           | 021                      | Aufklärungs- und Gefechtsfahrzeug des Kommando Spezialkräfte (KSK) | Heer     |
| Duro IIIP / Yak |      | 2004            | heute           | 0175                     | Zunächst wurden im Jahr 2004 30 Duro 3 in vier Varianten beschafft. Die ab 2005 unter dem Namen YAK bestellten Transportfahrzeuge erhielten weitreichende bauliche Veränderungen und verfügen über einen verbessertes Schutzniveau für die Insassen. | Heer     |
| ESK Mungo       |      | 2005            | heute           | 0mehr als 400            | ESK – Einsatzfahrzeug Spezialisierte Kräfte, basiert auf dem Multicar M30/FUMO. | Heer     |
| MULTI 2 FSA     |      | 2007            | heute           | 0157                     | Gepanzerter LKW auf Basis des MAN SX und Nachfolger des MULTI. | Heer     |
| Enok            |      | 2008            | heute           | 021 (ohne GFF-Fahrzeuge) | Der Enok ist ein geschütztes Militärfahrzeug, das zur LAPV-Fahrzeuggeneration (Light Armoured Patrol Vehicle) leichter geschützter Patrouillenfahrzeuge gehört.                                                                                      | Heer     |

### Geschützte Führungs- und Funktionsfahrzeuge – GFF
Mit dem Projekt Geschützte Führungs- und Funktionsfahrzeuge (kurz GFF) werden weiter Radfahrzeuge, vor allem für den Auslandseinsatz, in der Bundeswehr eingeführt. Es gibt vier Klassen, welche nach Größe, Gewicht und Schutzniveau eingeteilt sind.
| Muster                | Bild | Dienstzeit von… | Dienstzeit bis… | Anzahl insges.             | Bemerkungen | Benutzer                |
| --------------------- | ---- | --------------- | --------------- | -------------------------- | --- | ----------------------- |
| Klasse 1 Enok         |      | 2010            | heute           | 0214 (ohne ESB*-Fahrzeuge) | In den Jahren 2010–2012 wurden zunächst etwa 130 Fahrzeuge beschafft. Anfang 2015 folgte ein Auftrag über weitere 84 Enok zur Auslieferung bis Ende 2017. | Heer                    |
| Klasse 2 Eagle IV/V   |      | 2008            | heute           | 0664                       | Ersetzt seit 2008 den Wolf MSA/MSS/SSA im Auslandseinsatz. Seit 2013 erfolgt die Bestellung und Auslieferung von Eagle-V-Fahrzeugen. In der genannten Gesamtzahl enthalten sind u. a. 42 EAGLE IV in der Version Beweglicher Arzttrupp (BAT) als leichtes geschütztes Sanitätsfahrzeug. Weitere 80 EAGLE 6x6 wurden im April 2020 für den Sanitätsdienst bestellt und sollten zwischen 2021 und 2024 ausgeliefert werden. Die Auslieferung begann jedoch erst im Juli 2025. | Heer, Luftwaffe, Marine |
| Klasse 3 Dingo 2      |      | 2005            | heute           | 0636                       | Bis zum April 2010 hat die Bundeswehr offiziell fünf Dingo 2 als Totalausfall verbucht und somit verloren. | Heer                    |
| Klasse 4 (noch offen) |      |                 |                 | 0                          | Seit 2007 befinden sich der KMW GFF 4 sowie der Rheinmetall Wisent in der Erprobung bei der WTD. | Heer                    |

(*) ESB = Einsatzbedingter Sofortbedarf

### Geschützte Transportfahrzeuge – GTF
Mit dem Projekt Geschützte Transportfahrzeuge (kurz GTF) werden weitere Radfahrzeuge eingeführt, die bei Verlege- oder Versorgungsoperationen vor allem im Rahmen von Auslandseinsätzen den notwendigen Schutz des Fahrpersonals gegen Sprengstoffanschläge, verminte Straßen oder IEDs sicherstellen. Das Projekt definiert fünf Zuladungsklassen.
| Muster                                                       | Bild | Dienstzeit von… | Dienstzeit bis… | Anzahl insges.     | Bemerkungen | Benutzer        |
| ------------------------------------------------------------ | ---- | --------------- | --------------- | ------------------ | --- | --------------- |
| Zuladungsklasse 2 t (4×4) Mercedes-Benz Unimog U 5000        |      | ?               | ?               | 0?                 | Einziger Bewerber in dieser Klasse, ballistischer Schutz und Minenschutz nach STANAG 4569. | WTD 41          |
| Zuladungsklasse 5 t (4×4) Mercedes-Benz Zetros               |      | 2012            | heute           | 0110               | Die ersten 25 Fahrzeuge wurden 2012 ausgeliefert und waren für die Ausbildung der Soldaten vorgesehen. Das komplette Los wird bis 2014 von der Daimler AG geliefert. Die Fahrzeuge ergänzen die bereits eingeführten LKW gleicher Tonnage, haben aber im Vergleich zu diesen einen besseren Schutz für die Besatzung.                   | Heer, Luftwaffe |
| Zuladungsklasse 9 t (6×6) Mercedes-Benz Zetros Iveco Trakker |      | –               | –               | –                  | Lkw in der Zuladungsklasse 9 t werden nicht eingeführt, das Produkt ist storniert. | WTD 41          |
| Zuladungsklasse 15 t (8×8) Iveco Trakker                     |      | 2013            | heute           | 0146 +224 bestellt | Das gleiche Fahrgestell dient auch als Basis für die TEP-90-Fahrzeuge. Bis 2019 wurden insgesamt 146 Iveco Trakker GTF 8×8 geliefert. Im November 2020 wurde ein weiterer Rahmenvertrag über 1048 Fahrzeuge abgeschlossen, von denen zunächst 224 bestellt wurden. Bis Ende 2025 soll der Zulauf der ersten Tranche abgeschlossen sein. | Heer            |
| Sattelzugmaschine 25 t Iveco Trakker                         |      | ?               | ?               | 0?                 | | WTD 41          |

### Geschützte Sonderfahrzeuge – GSF
| Muster                                                 | Bild | Dienstzeit von… | Dienstzeit bis… | Anzahl insges.     | Bemerkungen | Benutzer                |
| ------------------------------------------------------ | ---- | --------------- | --------------- | ------------------ | --- | ----------------------- |
| Berge- und Abschleppfahrzeug Bison                     |      | 2011            | heute           | 012                | Fahrzeug der Klasse „Schweres Geschütztes Berge- und Abschleppfahrzeug“ (sGeBAF). Als Basis dient der Actros 4151 AK 8x8. Sie sind nach dem NATO-Standard STANAG 4569 gepanzert und bieten Schutz gegen Beschuss aus Handwaffen, Minen und IED. | Heer                    |
| Straßentankwagen schwer 8x8 (FSA)                      |      | 2011            | heute           | 0106               | IVECO-Fahrgestell Typ 340 E 42 N mit Fahrzeugschutzausstattung. Der LKW ist für die Versorgung von Verbänden vom Korps- bis Regimentsbereich sowie zur Betankung von Hubschraubern vorgesehen. Der Nutzinhalt beträgt 16.400 Liter. Die maximale Füllmenge im Krisenfall 18.000 Liter. Die 2-Mann-Fahrerkabine hat einen ballistischen Schutz und einen Minenschutz. | Heer, Luftwaffe, Marine |
| Truppenentgiftungsplatz 90                             |      | 2008            | heute           | 073                | Mobiles Dekontaminationssystem zur Entgiftung, Entstrahlung, Entseuchung und Entwesung. Als Fahrgestell dienen Fahrzeuge des Typ Iveco Trakker mit fahrzeugeigenen Palfinger-Kran. 20 Fahrgestelle sind mit einer Fahrzeugschutzausstattung versehen mit einem ballistischen Schutz und einem Minenschutz. | Heer, Lw, Marine        |
| Schwerlasttransporter SLT 2 Mammut/Elefant FSA 30t/70t |      | 2011            | heute           | 044 +48 (bestellt) | Geschützter Schwerlastsattelzug der zweiten Generation. Die Nutzlastklasse beträgt 30 Tonnen sowie 70 Tonnen und wird durch zwei Tiefladesattelanhänger erreicht. Gemeinschaftliche Entwicklung zwischen Rheinmetall und MAN. Euro 5-V8-Motor mit einer Leistung von 500 kW / 680 PS. Das Gesamtgewicht erreicht bis zu 130 Tonnen. Die Fahrzeuge werden bei Rheinmetall MAN Military Vehicles gebaut. In den Jahren 2012/2013 wurden zunächst 12 Fahrzeuge mit geschützten Fahrerkabinen unter der Bezeichnung „Mammut“ beschafft. Die weitere Beschaffung erfolgt mittels eines Rahmenvertrags aus dem Jahr 2019, der insgesamt 137 Fahrzeuge zur Auslieferung in insgesamt 7 Jahren umfasst. Die Fahrzeuge dieser Rahmenbestellung verfügen über keine geschützte Fahrerkabine, diese kann aber einfach eingerüstet werden. Die Bezeichnung für diese Ausführung lautet „Elefant“. | Heer (SKB)              |

## Maschinen der Pionier- und Logistiktruppen
| Muster                                                             | Bild | Dienstzeit von… | Dienstzeit bis… | Anzahl insges. | Bemerkungen | Benutzer                |
| ------------------------------------------------------------------ | ---- | --------------- | --------------- | -------------- | --- | ----------------------- |
| Feldarbeitsgerät 2,5 t gl (4×4) Hatra SL 125                       |      | 1962            | 1985            | ca. 300        | Fahrzeug zur Erdbewegung bei den Pionieren und zum Güterumschlag bei den Logistikverbänden. Ersetzt durch FAG Ahlmann und FUG Steinbock. | Heer, Luftwaffe         |
| Feldarbeitsgerät (FAG) 2,5 t gl (4×4) Ahlmann AS 12 B              |      | 1976            | heute           | ca. 500        | Fahrzeug zur Erdbewegung bei den Pionieren.                                                                                              | Heer, Luftwaffe         |
| Radplaniergerät gl (4×4) Zettelmeyer ZD 3000                       |      | 1979            | heute           | 160            | Ersatz für Planierraupe Kaelble PR 160.                                                                                                  | Heer                    |
| Feldumschlaggerät (FUG) 2,5 t gl (4×4) Steinbock 2,5 Y4            |      | 1983            | heute           | 577            | Fahrzeug zum Güterumschlag in den Depots und Logistikverbänden.                                                                          | Heer, Luftwaffe, Marine |
| Geländeteleskopstapler 24 t (4×4) SMAG-HERBST Reachstacker ORION 5 |      | 2014            | heute           | ca.18          | Fahrzeug für den Containerumschlag in den Logistikverbänden.                                                                             | Heer, Luftwaffe, Marine |
| Feldladegerät FLG 140 1,3t (4×4) Palfinger Crayler                 |      |                 | heute           |                | Fernlenkbarer Gabelstapler mit hoher Geländegängigkeit.                                                                                  | Heer, Luftwaffe, Marine |
| Feldumschlaggerät (FUG) 4t (4×4) MANITOU MHT 950L                  |      |                 | heute           |                | Teleskopgabelstapler zum Entladen von Containern.                                                                                        | Heer, Luftwaffe, Marine |
| High Mobility Engineer Excavator                                   |      | 2013            | heute           | 7              | geschützter Baggerlader | Heer                    |
| Minenverlegesystem 85 (MiV 85)                                     |      | 1987            | heute           | ca. 30         | Anhänger zur Verlegung von Panzerabwehrminen des Typs DM31AT                                                                             | Heer                    |

## Amphibienfahrzeuge
| Muster                                                     | Bild | Dienstzeit von… | Dienstzeit bis… | Anzahl insges. | Bemerkungen                                                                          | Benutzer |
| ---------------------------------------------------------- | ---- | --------------- | --------------- | -------------- | ------------------------------------------------------------------------------------ | -------- |
| Amphibisches Brücken- und Übersetzfahrzeug M 2 B Alligator |      | 1967–1970       | 1996            | 114            | Ersetzt durch Schwimmschnellbrücke Amphibie M3.                                      | Heer     |
| Amphibie M3                                                |      | 1996            | heute           | 030            | Amphibische Schnellschwimmbrücke. Nachfolger der Schwimmschnellbrücke M2B Alligator. | Heer     |

## Anhänger
| Muster                                       | Bild                           | Dienstzeit von… | Dienstzeit bis… | Anzahl insges.    | Bemerkungen | Benutzer       |
| -------------------------------------------- | ------------------------------ | --------------- | --------------- | ----------------- | --- | -------------- |
| Sattelanhänger der Erstausrüstung, Typ B     | Sattelanhänger                 |                 |                 |                   | Schwerlasttransportanhänger hinter Sattelzugmaschine Faun L 912/SA oder hier: Faun 1212/45 | Heer           |
| Mehrzweck-Anhänger 15 t                      | Mit verlasteter PzSchnBr Biber |                 | heute           |                   | Auch für Transport Laderaupe LR 725 | Heer           |
| Anhänger Faltschwimmbrücke                   | Mit verlasteten M-Boot 3       |                 | heute           |                   | Auch für Transport FSB Rampen- und Mittelabschnitt | Heer           |
| Sattelanhänger 56 t, Tieflader, tmil, 12×0   |                                |                 | heute           |                   | Verwendet hinter SLT 56 „Franziska“ | Heer           |
| Sattelanhänger 52 t, Tieflader, mil, gl, 8×0 |                                |                 | heute           |                   | Verwendet hinter SLT 50 „Elefant“ und SLT 56 „Franziska“ | Heer           |
| Sattelanhänger 70 t, Tieflader, mil          |                                | 2023            | heute           | 31 (249 bestellt) | Verwendet hinter SLT 2 „Mammut/Elefant“; Die Beschaffung erfolgt mittels eines Rahmenvertrags aus Juni 2022, der insgesamt 249 Sattelanhängern zur Auslieferung in insgesamt 7 Jahren umfasst. Ein erstes Los über 31 Anhänger inklusiv Dokumentation und Zubehör wurde 2023 ausgeliefert. Der Sattelanhänger dient vor allem zum Transport und der Bergung insbesondere des Kampfpanzers Leopard 2 A6M/A7V und seiner Varianten. | Heer, SKB      |
| Anhänger 1,5 t einachsig                     |                                |                 |                 |                   | Mehrzweckanhänger der 1. Generation mit Plane und Spriegel, auch als Spezialanhänger f. Stromaggregate, z. T. ohne Bracken oder Feuerlöschanhänger mit geschlossenem Aufbau. | Heer/Lw/Marine |
| Anhänger 4,0 t zweiachsig                    |                                |                 |                 |                   | Mehrzweckanhänger der 1. Generation mit Plane und Spriegel | Heer/Lw/Marine |
| Anhänger 3,0 t zweiachsig                    |                                |                 | heute           |                   | Spezialanhänger der 1. Generation zum Transport von Sturmbootschalen und Motoren | Heer           |
| Anhänger 7,0 t zweiachsig                    |                                |                 | heute           |                   | Spezialanhänger der 1. Generation zum Transport von Hohlplattenabschnitten | Heer           |
| Anhänger 7,0 t zweiachsig                    |                                |                 | heute           |                   | Transportanhänger der 2. Generation (tmil) | Heer/Lw/Marine |
| Anhänger 10,0 t dreiachsig                   |                                |                 | heute           |                   | Spezialanhänger der 2. Generation (tmil) als Transportanhänger für LFK Patriot | Lw             |
| Anhänger 12,0 t zweiachsig                   |                                |                 | heute           |                   | Spezialanhänger Luft- und Seeverlastbar (tmil) der 3. Generation zum Transport von 20 Fuß Containern | Heer/Lw/Marine |
| Anhänger 1,5 t einachsig                     |                                |                 | heute           |                   | Spezialanhänger der 2. Generation für Sendegittermasten der OP-Info | Heer           |
| Anhänger 7,5 t einachsig                     |                                |                 |                 |                   | 7,5 t Spezialanhänger der 1. Generation für Bootstransport M-Boot „Groß“ | Heer           |

## Prototypen und Versuchsmuster
| Muster                                        | Bild | Dienstzeit von… | Dienstzeit bis… | Anzahl insges. | Bemerkungen | Benutzer |
| --------------------------------------------- | ---- | --------------- | --------------- | -------------- | --- | -------- |
| Goliath Typ 31 „Jagdwagen“                    |      | 1955            | --              | 050            | Nur zur Erprobung, nicht als Serienfahrzeug eingeführt. | WTD      |
| Goliath Typ 34 „Jagdwagen“                    |      | 1958            | --              | 050            | Nur zur Erprobung, nicht als Serienfahrzeug eingeführt. | WTD      |
| Porsche 597 „Jagdwagen“                       |      | 1955            | 1958            | 050            | Nur zur Erprobung, nicht als Serienfahrzeug eingeführt. | WTD      |
| Ferret                                        |      | 1955            | --              | 01             | Mitte der 1955 wurde ein Fahrzeug für Aufklärungstruppe erprobt und eingelagert. Das Fahrzeug wurde durch Zufall wiederentdeckt und 2011 durch britische Armeespezialisten restauriert. | WTD      |
| Amphibisches Pionier-Erkundungsfahrzeug (APE) |      | 1974            | 1979            | 01             | Pioniererkunderfahrzeug auf Basis des Transportpanzer 2 durch die Eisenwerke Kaiserslautern. Der TPz 2 war eine Parallelentwicklung zum Fuchs. | WTS      |
| Radpanzer 90                                  |      | 1986            |                 | 01             | Versuchsmodell eines Radpanzers, von Daimler-Benz entwickelt | WTS      |
| Zobel                                         |      | 1989            | 1991            | 01             | Projektstudie zum Fennek | WTS      |
| Sonderwagen 4 (TM-170)                        |      | 1995            | 1996            | 0121           | Überzählige Fahrzeuge des Bundesgrenzschutzes; sollten bei der Bundeswehr unter der Bezeichnung „Hermelin“ eingesetzt werden. Das Vorhaben wurde nicht umgesetzt. | WTD      |
| Fahrzeugkran „Mittel“ Prototyp II             |      | 1986            | 1990            | 0 1            | Als Prototyp Vorgänger des FKM. | WTD      |
| KMW GFF 4                                     |      | 2007            | heute           | 01             | Geschützte Führungs- und Funktionsfahrzeuge Klasse 4 mit einem Gesamtgewicht von 25 Tonnen, vormals unter der Bezeichnung „Grizzly“ geführt. Die Fahrerkabine und der Laderaum sind gepanzert. In der Erprobung. | WTD      |
| Rheinmetall Wisent                            |      | 2008            | heute           | 02             | Geschützte Führungs- und Funktionsfahrzeuge Klasse 4. In der Variante 8×8 befindet sich das Fahrzeug seit Oktober 2008 in der Fahrerprobung. Ein weiteres Fahrzeug wird bei der WTD 91 Ansprengversuchen unterzogen. Ausgelegt als 6×6, 8×8 und 10×10 ist dieses Fahrzeug auch ein Kandidat für das GTF-Vorhaben (GTF – geschützte Transportfahrzeuge) der Bundeswehr. | WTD      |